# Charles Brenton Huggins
Charles Brenton Huggins (22.9.1901 – 12.1.1997) là một thầy thuốc, nhà sinh học và nhà nghiên cứu bệnh ung thư người Mỹ gốc Canada, đã đoạt giải Nobel Sinh lý và Y khoa (chung với Peyton Rous) năm 1966.

## Cuộc đời và Sự nghiệp
Huggins sinh tại Halifax, Nova Scotia, Canada. Ông đậu bằng cử nhân ở Đại học Acadia năm 1920. Sau đó ông sang học ở Đại học Harvard và đậu bằng tiến sĩ ở đây năm 1924.
Huggins dạy học và nghiên cứu ở Đại học Chicago. Ông chuyên nghiên cứu về bệnh ung thư tuyến tiền liệt và đã phát hiện ra các hormon có thể dùng để kiểm soát việc lan rộng của một số bệnh ung thư. Đây là phát hiện đầu tiên cho thấy bệnh ung thư có thể kiểm soát được bằng hóa chất.
Ngoài giải Nobel nói trên, ông cũng được thưởng giải nghiên cứu Y học lâm sàng Lasker-DeBakey năm 1963, giải Passano năm 1965.
Ông từ trần ngày 12.1.1997 ở Chicago, Illinois, Hoa Kỳ.